# Eocardiochiles fritschii
Eocardiochiles fritschii är en stekelart som beskrevs av Charles Thomas Brues 1933. Eocardiochiles fritschii ingår i släktet Eocardiochiles och familjen bracksteklar. Inga underarter finns listade i Catalogue of Life.